# À demain, Sylvie

À demain, Sylvie est un roman d'Henri Troyat paru en 1986. Il suit Viou.
Ce livre est sorti 6 ans après Viou et sera suivi du Troisième bonheur en 1987.

## L'histoire
Dans ce deuxième livre d'Henri Troyat, « Viou », de son vrai nom Sylvie, a 15 ans. Jeune adolescente, elle apprend à admirer son professeur de danse, madame Baranova, qu'elle va utiliser comme modèle pour sa carrière de danseuse étoile. Elle imagine déjà des noms de scène, elle est dans un rêve mais ses parents n'arrêtent pas de lui mettre des bâtons dans les roues avec ses résultats scolaires qui sont médiocres. Mais son attachement à la danse va faire qu'elle sera plus forte que toutes ces choses et elle va se battre.
Le jour de son 16e anniversaire, elle obtient l'autorisation de sortir en boîte avec son demi-frère, Pascal. Ils retournent tous deux à l'appartement de la mère de Pascal où il n'y a personne, ils vont par ce fait, se découvrir un amour l'un pour l'autre.

## Sylvie
Sylvie a vécu son enfance au Puy avec sa grand-mère, elle acceptait d'être appelée « Viou » mais 7 ans après, à Paris où elle a 15 ans, elle refuse d'être nommée ainsi. Sylvie est passionnée par la danse et admire son professeur, Madame Baranova, une ancienne danseuse étoile.
La mort de son père fait que Sylvie trouve difficile d'accepter qu'un étranger, Xavier, prenne la place de son père et s'occupe de son éducation.

## Autres personnages principaux
- Pascal : le fils de Xavier et ainsi le demi-frère de Sylvie. Secrètement, le petit ami de celle-ci.
- Xavier : le beau-père de Sylvie, avec laquelle il se dispute souvent. Mais pour finir, elle comprendra qu'elle l'apprécie énormément.
- Mme Baranova : Russe et ancienne danseuse étoile reconnue, elle est actuellement le professeur de danse de Sylvie. Elle est une image pour Sylvie qui voudra lui ressembler.
- Juliette : la mère de Sylvie, surnommée « Jilou ».

## Personnages secondaires
- Olivier : bien que ce personnage soit à l'origine du troisième livre Le troisième Bonheur, dans cette deuxième partie de la trilogie Viou, il ne sera que secondaire à l'histoire. Il a des talents artistiques et n'hésite pas à les faire partager à Sylvie.
- La mère de Pascal: elle n'apparaît que vers la fin du roman, pour annoncer son départ pour New York.